# Hylla, Norge
Hylla är en tätort i Inderøy kommun i Trøndelag fylke i mellersta Norge. Orten ligger där Europaväg 6 möter fylkesväg 6930, på norra sidan av bukten Hyllbukta i Trondheimsfjorden, söder om tätorten Røra.